# Вибори до Чернівецької обласної ради 2006
Вибори до Чернівецької обласної ради 2006 — вибори до Чернівецької обласної ради, що відбулися 26 березня 2006 року. Це були перші вибори до Чернівецької обласної ради, що проводилися за пропорційною виборчою системою. Для того, щоб провести своїх представників до  Чернівецької обласної ради, партія чи блок мусила набрати не менше 3% голосів виборців.

## Результати виборів
| Розподіл голосів     | Розподіл голосів     | Розподіл голосів | Розподіл голосів | Розподіл голосів |
| -------------------- | -------------------- | ---------------- | ---------------- | ---------------- |
|                      |                      |                  |                  |                  |
| БЮТ (38)             | БЮТ (38)             |                  | 22.21%           | 22.21%           |
| «Наша Україна» (32)  | «Наша Україна» (32)  |                  | 18.75%           | 18.75%           |
| Партія регіонів (14) | Партія регіонів (14) |                  | 8.03%            | 8.03%            |
| Блок Литвина (7)     | Блок Литвина (7)     |                  | 4.18%            | 4.18%            |
| СПУ (7)              | СПУ (7)              |                  | 4.17%            | 4.17%            |
| Пора (6)             | Пора (6)             |                  | 3.32%            | 3.32%            |

Примітка: На діаграмі зазначені лише ті політичні сили,  які подолали  3 % бар'єр
 і провели своїх представників до Чернівецької обласної ради.
 В дужках — кількість отриманих партією чи блоком мандатів 

## Зовнішні посилання
- О чем свидетельствуют региональные выборы 2006?[недоступне посилання з червня 2019](рос.)